# Alarm awaryjny
Alarmy awaryjne – alarmy okrętowe, do których zalicza się alarm wodny, pożarowy i opuszczenia okrętu. Ogłasza się je w razie wdarcia się wody do wnętrza okrętu, powstania pożaru, stwierdzenia nadmiernej koncentracji niebezpiecznych gazów a także innych sytuacji awaryjnych.